# Pseudocaspidea cassidea
Pseudocaspidea cassidea is een keversoort uit de familie bladkevers (Chrysomelidae). De wetenschappelijke naam van de soort werd in 1842 gepubliceerd door John Obadiah Westwood.